# جورج توماس تيلدن
جورج توماس تيلدن (بالإنجليزية: George Thomas Tilden)‏ هو مهندس معماري أمريكي، ولد في 19 مارس 1845، وتوفي في 10 يوليو 1919.